# Intonaco
Intonaco és un terme italià per a la capa fina de calç sobre la qual es pinta un fresc. La calç es pinta mentre està humida, per a permetre que el pigment penetri en el mateix intonaco. Una capa anterior, anomenada arriccio, es col·loca lleugerament per a proporcionar una clau a l'intonaco, i s'ha de deixar assecar, normalment durant alguns dies, abans que s'apliqui i es pinti una capa final molt prima. En italià, el terme intonaco també s'utilitza per a recobriments de guix o morter normal en edificis.

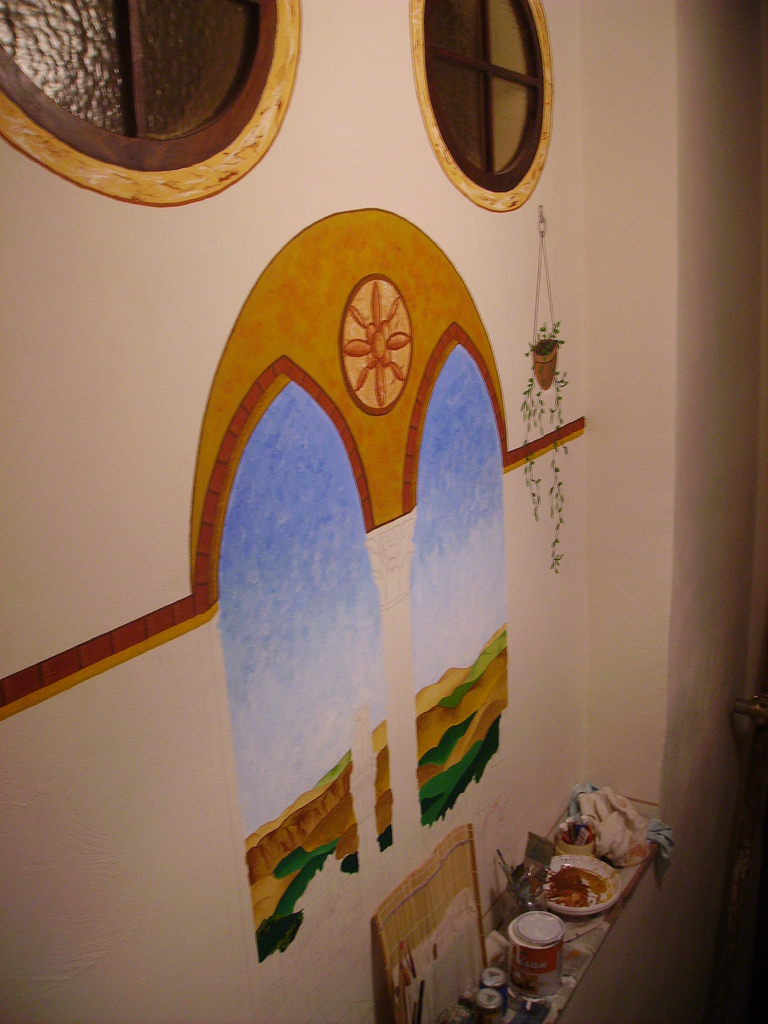
Exemple de fresc a l'intonaco.

## Tipus d'estabilitzadors
L'intonaco pot ser estabilitzat usant:
- Calç;
- Guix de construcció;
- Guix de construcció amb base de sulfat de calci;
- Ciment amb base de terracota.